# Foho Gugleur
Der Foho Gugleur (kurz Gugleur) ist ein osttimoresischer Berg im Verwaltungsamt Maubara (Gemeinde Liquiçá). Er ist mit 1141 m der höchste Berg des Sucos Gugleur und dehnt sich über die Aldeia Lissa-Lara nach Westen bis in die Aldeia Vatumori hinein aus, wo der Nebengipfel des Foho Kailakulau (1104 m) liegt.
Beim Gipfel befindet sich der Sitz der Aldeia Lissa-Lara sowie einige weitere Häuser. Das Zentrum des Dorfes Lissa-Lara liegt am Osthang des Berges.